# Lee Chang-woo
Lee Chang-woo (Seoul) is een Zuid-Koreaans golfer.
Lee studeert aan de University of Physical Education of Korea. Hij speelt golf in het nationale team.
Lee had in 2013 mooie resultaten. Hij won eerst twee kleinere toernooien, daarna werd hij samen met Rory McIlroy 2de op het Korea Open met een score van 281 (-3) en in oktober won de 19-jarige amateur het Asia-Pacific Amateur. Als zodanig mag hij in 2014 de Masters spelen en om aan het Brits Open mee te doen, hoeft hij alleen de laatste kwalificatieronde te spelen. In de week voor de Masters van 2014 stond hij nummer 7 op de wereldranglijst (WAGR).

## Gewonnen
- 2013: Dongbu Promi Open (Korea Tour), Korean Amateur - Hur Chungkoo Cup, Song Am Cup, Asia-Pacific Amateur